# العلاقات الأمريكية المارشالية
العلاقات الأمريكية المارشالية هي العلاقات الثنائية التي تجمع بين الولايات المتحدة وجزر مارشال.

## مقارنة بين البلدين
هذه مقارنة عامة ومرجعية للدولتين:
| وجه المقارنة                                              | الولايات المتحدة                                                                                                  | جزر مارشال                     |
| --------------------------------------------------------- | --- | ------------------------------ |
| المساحة (كم2)                                             | 9.83 مليون | 181                            |
| عدد السكان (نسمة)                                         | 311.58 مليون | 53.13 ألف                      |
| الكثافة السكانية (ن./كم²)                                 | 31.7 | 29.35 ألف                      |
| العاصمة                                                   | واشنطن العاصمة | ماجورو                         |
| اللغة الرسمية                                             | لغة إنجليزية | لغة إنجليزية، اللغة المارشالية |
| العملة                                                    | دولار أمريكي | دولار أمريكي                   |
| الناتج المحلي الإجمالي (بليون دولار)                      | 19.39 تريليون | 199.40 مليون                   |
| الناتج المحلي الإجمالي (تعادل القوة الشرائية) بليون دولار | 18.04 تريليون | 207.25 مليون                   |
| الناتج المحلي الإجمالي الاسمي للفرد دولار أمريكي          | 56.12 ألف | 3.38 ألف                       |
| الناتج المحلي الإجمالي للفرد دولار أمريكي                 | 54.63 ألف | 3.80 ألف                       |
| مؤشر التنمية البشرية                                      | 0.920 |                                |
| رمز المكالمات الدولي                                      | +1 | +692                           |
| رمز الإنترنت                                              | .us، حكومة، .mil، Edu.                                                                                            | .mh                            |
| المنطقة الزمنية                                           | توقيت ساموا الأمريكية، توقيت أطلنطي موحد، منطقة زمنية وسطى، توقيت ألاسكا ‏، المنطقة الزمنية الجبلية، توقيت تشامرو ‏ | ت ع م+12:00                    |

## منظمات دولية مشتركة
يشترك البلدان في عضوية مجموعة من المنظمات الدولية، منها:
| علم المنظمة | اسم المنظمة                   | تاريخ انضمام الولايات المتحدة | تاريخ انضمام جزر مارشال |
| ----------- | ----------------------------- | ----------------------------- | ----------------------- |
|             | منظمة حظر الأسلحة الكيميائية  | ?                             | ?                       |
|             | بنك التنمية الآسيوي           | 1966                          | 1990                    |
|             | البنك الدولي للإنشاء والتعمير | 27 ديسمبر 1945                | 21 مايو 1992            |
|             | الاتحاد الدولي للاتصالات      | 1 يوليو 1908                  | 22 فبراير 1996          |
|             | منظمة الشرطة الجنائية الدولية | ?                             | ?                       |
|             | مؤسسة التنمية الدولية         | 24 سبتمبر 1960                | 19 يناير 1993           |
|             | الأمم المتحدة                 | 24 أكتوبر 1945                | 17 سبتمبر 1991          |
|             | يونسكو                        | 4 نوفمبر 1946                 | 30 يونيو 1995           |
|             | مؤسسة التمويل الدولية         | 20 يوليو 1956                 | 23 سبتمبر 1992          |

## وصلات خارجية
- موقع وزارة الخارجية الأمريكية